# جون هوب أندرسون
جون هوب أندرسون (بالإنجليزية: John Hope Anderson)‏ هو سياسي أمريكي، ولد في 2 مايو 1912 في الولايات المتحدة، وتوفي بنفس المكان في 26 مايو 2005. حزبياً، نشط في الحزب الجمهوري. وقد انتخب عضو مجلس نواب بنسيلفانيا.